# Седам непријатељских офанзива
Седам непријатељских офанзива је израз који се у историографији Социјалистичке Федеративне Републике Југославије користио за седам најопсежнијих, односно најамбициознијих, војних операције које су снаге сила Осовине на простору Југославије предузимале против партизана на територији Југославије током Другог свјетског рата.
Сматра се да је аутор израза Јосип Броз Тито. Интерпретација историје Народноослободилачке борбе у Југославији кроз призму „седам непријатељских офанзива” довео је у средиште збивања партизанске јединице под непосредном командом Врховног штаба Народноослободилачке војске и партизанских одреда Југославије (НОВ и ПОЈ), истичући Титову улогу у борби против нацизма.
У Титов прилог, све „офанзивне акције непријатеља” на овај или онај начин претвориле су се у партизанску побједу или су резултирале јачањем Народноослободилачког покрета. Конструкција „седам офанзива” предодредила је тенденцију искривљеног писања историје и изазвала незадовољство у партијским и научним круговима земље. Из тог разлога, почетно тумачење етапа рата постепено се сводило на навођење редослиједа догађаја, датума и „непријатељских офанзива”. Данас се у многим историјским публикацијама на тему Другог свјетског рата у Југославији могу пратити трагови наратива о „седам непријатељских офанзива”.

## Поријекло израза
Поријекло израза „седам непријатељских офанзива” приписује се Титу или његовом окружењу и повезује се са жељом Врховног команданта да периодизује војна дешавања. Док је Тито у текстовима из 1941. и 1942. најчешће описивао развој рата по регијама Југославије, у свом говору на Другом засједању Антифашистичког вијећа народног ослобођења Југославије (АВНОЈ) новембра 1943. претходни ток рата већ је подијелио у четири етапе. Готово истовремено појавио се и израз „седам непријатељских офанзива”. Први пут је објављен у љето 1943, али тада још увијек у формулацији „пет офанзива”. Дакле, у Билтену Врховног штаба НОВЈ априла 1943. битка на Неретви је означена као „велика непријатељска офанзива”, али већ у августовском издању Билтена Титов уводни чланак је назван „Пета непријатељска офанзива”. Овдје се битка на Неретви сматра четвртом, а битка на Сутјесци петом офанзивом. Шесту и седму офанзиву описао је генерал Арсо Јовановић у чланцима објављеним 1944. одмах након ових војних операција.

## Непријатељске офанзиве

### Прва офанзива
„Прва непријатељска офанзива” је општа офанзива њемачких трупа на територију коју су партизани и четници ослободили у западној Србији и Шумадији, с центром у Ужицу у септембру—децембру 1941. године. Обухватила је низ узастопних војних операција, обједињених једним планом. У историографији најпознатија од њих је операција Ужице, која је кулминирала, а по дефиницији југословенских историчара — друга (завршна) етапа офанзиве, спроведена је од 25. новембра до 4. децембра 1941. године. Услијед офанзиве њемачке трупе су угушиле устанак у Србији, партизани и четници су поражени, при чему су претрпјели велике губитке, а на територији Ужичке републике је поново успостављен окупациони режим. Борбе су завршене повлачењем преосталих партизанских одреда у Санџак, а затим у источну Босну. Истовремено, југословенски војни историчар Младенко Цолић примјетио је да је ова офанзива друга велика „непријатељска операција” изведена у Југославији. Прва је била италијанска офанзивна операција у Црној Гори, која је трајала од 18. јула до 15. августа 1941. године.

### Друга офанзива
Друга офанзива обухвата њемачке противпартизанске операције „Југоисточна Хрватска” и „Озрен”, у југословенској историографији познате као „Романијско-бирчанска” и „Друга озренска”, које су вођене заједно са усташко-домобранским снагама Независне Државе Хрватске на територији источне Босне против Прве пролетерске ударне бригаде и три партизанска одреда на челу са Врховним штабом НОВЈ, као и Озренским партизанским одредом од 15. јануара до 3. фебруара 1942. године. Операције су се углавном завршиле неуспјешно. Партизани су успјели избјећи уништење или заробљавање, дјелимично се повлачећи изван зоне дејстава, а дијелом се кријући на тешко приступачним теренима далеко од важних линија комуникације. Избјегавајући сукобе са непријатељем, Прва пролетерска бригада извршила је легендарни ноћни излазак из окружења по зимској хладноћи, познат као Игмански марш.

### Трећа офанзива
Трећа офанзива била је операција њемачких, италијанских, усташко-домобранских и четничких снага против 1. и 2. пролетерске ударне бригаде и партизанских одреда НОВЈ-а, од којих је главни био циклус операција кодног назива „Трио”. Борбе су вођене у источној Босни, Санџаку, Црној Гори и Херцеговини од друге половине априла до средине јуна 1942. године. Операција Трио била је прва заједничка противпартизанска операција великих размјера њемачких и италијанских снага. Офанзива је завршена осовинских успјехом: територија коју су партизани ослободили је заузета, а партизанским јединицама су нанијети значајни губици. Истовремено, главни циљ операције — уништење партизана и Врховног штаба — није постигнут, а главнина партизанских снага од око 5.000 људи повукле су се на Зеленгору.

### Четврта офанзива
Четврта офанзива означава циклус противпартизанских операција њемачких, италијанских и усташко-домобранских снага под кодним називом „Вајс”. Догађаји везани за четврту офанзиву познатији су као битка на Неретви. Борбе су вођене у периоду јануар—март 1943. на територији Босне и Херцеговине. Прва фаза циклуса операција — „Вајс-1” — иако је завршен елиминацијом Бихаћке републике, која се налазила на територији НДХ, ипак није донијела запажене резултате у борби против партизана. Током друге фазе — „Вајс-2” — између партизана и осовинских снага, као и четника који су били осовинској страни, водиле су се жестоке борбе у долини ријеке Раме и Неретве, које су у југословенској историографији познате и као „Битка за рањенике”. Услијед тога партизанска главнина се пробила из обруча, нанијевши четницима тежак војни и политички пораз од које се до краја рата нису могли опоравити.

### Пета офанзива
Пета офанзива или операција „Шварц ”у историографији је познатија као битка на Сутјесци. Битка је трајала од 15. маја до 15. јуна 1943. и била је највећа и најкрвавија партизанска битка Другог свјетског рата. Партизанска група је, упркос великим губицима, успјела да се пробије из окружења, чиме је поремећен њемачки план за њено уништење.

### Шеста офанзива
Шеста офанзива је била циклус њемачких офанзивних операција, које су извођене од септембра 1943. до почетка 1944. с циљем успостављања контроле над територијама дуж јадранске обале, у источној Босни, Санџаку и другим крајевима под контролом партизана након капитулације Италије. Понекад се у шесту офанзиву сврставају зимске операције великих размјера Кугелблиц, Шнештурм и Хербстгевитер. Упркос жестоком отпору партизана, њемачке трупе су утврдиле своје положаје у приобалном положају. Истовремено, нису успјеле уништити ниједну већу партизанску јединицу, корјенито промијенити стање у своју корист, нити отклонити пријетњу пробоја партизанских снага у Србију.

### Седма офанзива
Седма офанзива је израз који се користи за дефинисање њемачких офанзивних операција од почетка априла до краја јуна 1944. године. Седму офанзиву је први описао начелник Врховног штаба НОВЈ-а Арсо Јовановић. Он је офанзиву подијелио у три етапе. Прва је покривала српско-македонски и словеначко-истарски сектор. Друга је обухватала њемачке операције у: а) Црној Гори, Санџаку, Херцеговини и источној Босни (укратко, дринско-зетски сектор) и б) Лици, Банији, Кордуну, Загорју, Славонији и Срему (савско-купски сектор). Трећа етапа офанзиве одвијала се у средњој и западној Босни и Далмацији (крајишко-динарски сектор), а почела је 25. маја њемачким ваздушним десантом на Врховни штаб НОВЈ-а у Дрвару. Ова операција је била комбинована ваздушно-десантна и копнена офанзива припадника њемачке 2. оклопне армије под кодним називом „Коњићев скок”. Сврха операције била је уништење Врховног штаба НОВЈ-а, као и институција НОПЈ-а и савезничких војних мисија при покрету. Упркос мјерама њемачке команде, покушаји да се елиминише Врховни штаб и спријечи продор великих снага НОВЈ-а у Србију на крају су остали безуспјешни.

## Концепција израза, примјена у историографији и критика
Тумачење историје рата кроз призму „седам непријатељских офанзива” поставило је у центар догађаја партизанске јединице под непосредном командом Врховног штаба и нагласило улогу Тита у борби против нацизма. Тито је „непријатељске офанзиве” описао живим језиком, посебно у чланку „Борба народа поробљене Југославије”. У његовом тексту, све „офанзивне акције непријатеља” на овај или онај начин претвориле су се у партизанску побједу. Непријатељ је претрпио велике губитке или није успио да уништи партизанске одреде. Чак и ако су се партизани повукли, то је створило услове за јачање народноослободилачког покрета.
Описујући битку на Неретви, Тито је изложио тумачења и процјене, које су тада биле званичне. Према његовим опажањима, то је била „највећа битка за рањенике, која је трајала 40 дана”, вођена у „условима, каквих је било мало у историји рата” и „завршена поразом рата”. У излагању из 1944, описао је и „војну обману” реконструисаном и снимљеном уништавањем мостова преко ријеке Неретве, који је касније постао један од кључних митова рата, реконструисан је и екранизован. Битка на Неретви је очигледно било много лакше описати него битку на Сутјесци. Представљена је као „најславнији еп нашег народноослободилачког рата” и „најтежа и најкрвавија битка”. У свом извјештају на другом засједању АВНОЈ-а само је примјетио да су партизани на Сутјесци претрпјели велике губитке. У чланку „Борба народа поробљене Југославије” Тито је кроз догађаје на Сутјесци прошао врло кратко — за разлику од четири странице „четврте непријатељске офанзиве” — са само шест не предугих реченица. Од тога су четири биле посвећене непријатељским плановима, а поменута је и сама битка:
Почела је пета и најжешћа битка, из које су наше славне јединице, иако с огромним жртвама, поновно изашле читаве, нанијевши непријатељу огромне губитке. О петој офанзиви међународна јавност већ зна прилично и још ће се о томе писати, па је ја овдје нећу описивати.
Исто тако, Тито је избјегао тему „пете офанзиве” у свом говору на петом конгресу Комунистичке партије Југославије 1948, рекавши да неће говорити о бици „јер ће заузети превише простора и времена”.
Крњи поглед на историју рата у Југославији, у складу са концептом „седам офанзива”, давао је приоритет догађајима у Србији, Босни и Херцеговини и Црној Гори, док је борби у другим дијеловима земље дата споредна улога и огледала се у краткој нарацији. Конструкција „седам офанзива” брзо је ушла у популарне публикације, историјске књиге и наставни план и програм. У исто вријеме, још 1940-их и нарочито 1950-их година, када су се појавили многи војни мемоари, такво тумачење историје постало је предмет честих жалби и незадовољства, како од стране високих партијских функционера, тако и од представника власти, пошто је потиснуло многе процесе и ратне догађаје у другим дијеловима Југославије. С тим у вези, тумачење „седам офанзива” постепено се сводило на суво набрајање редослиједа догађаја, датума и „непријатељских офанзива”.
Данас се трагови титовског наратива о „седам непријатељских офанзива” могу пратити у многим описима, терминима и оцјенама које аутори свјесно или несвјесно укључују у своје текстове. Типичан примјер је српски уџбеник историје објављен 2005, гдје је прича о рату још увијек структурирана по редослиједу „непријатељских офанзива”, умјесто редних дефиниција користе се само њемачки конвенционални називи (операције „Вајс”, „Шварц ”итд).

## Културне референце
У култури СФРЈ израз седам офанзива је често коришћен као синоним за све напоре које су борци НОВ и ПОЈ подносили како би на крају извојевали победу у рату.
Осма офанзива је роман Бранка Ћопића, издат 1964, по којем је ТВ Сарајево, снимила 1979. године, истоимену серију. Роман и серија су за тему имали проблеме поратне обнове и изградње социјалистичког система.